# Хонка, Фриц
Фриц Хонка-младший (нем. Fritz Honka; 31 июля 1935, Лейпциг — 19 октября 1998, Гамбург) — немецкий серийный убийца. Убивший с особой жестокостью как минимум 4 женщины в период с 1970 по 1975. Широкую известность приобрёл после выхода фильма Золотая Перчатка.

## Биография

### Происхождение и молодые годы
Фриц Хонка родился 31 июля 1935 года в Лейпциге, в рабочей семье столяра Фрица Хонки-старшего и уборщицы Эльзы Хонки. 
Был третьим из десяти детей. Его отец в конце 1930-х годов был заключен нацистами в концентрационный лагерь за связь с КПГ, и освобожден советскими войсками лишь в 1945 году. 
Однако через год Хонка-старший умер вследствие злоупотребления спиртными напитками на фоне подорванного в заключении здоровья. 
Мать будущего убийцы, оставшись одна с семью детьми (трое умерли во младенчестве) в условиях послевоенного времени, не могла их прокормить, поэтому отправила их в приюты, где Фриц провел большую часть детства и отрочества.
В начале 1950-х годов он вместе со старшим братом пытался выучиться на каменщика, однако был вынужден прервать обучение вследствие аллергии.
В 1951 году Хонка бежал в Западную Германию, где первое время работал батраком в крестьянских хозяйствах.
В 1956 году он приехал в Гамбург и устроился на работу на местной верфи.
В конце того же 1956 года Хонка попал в ДТП, в результате чего получил множественные травмы лица, стал шепелявить и страдать явным косоглазием. 
Одним из комплексов, также угнетавшим Хонку, был малый рост (165 см). Тем не менее, Фриц в 1957 году женился на женщине по имени Инга, которая родила ему сына, однако брак распался уже в начале 1960 года в связи с чрезмерным злоупотреблением Хонкой спиртными напитками и агрессивным поведением в состоянии опьянения.
Вследствие своего алкоголизма Хонка имел сложности при заведении постоянных связей с женщинами, поэтому он часто знакомился с дешевыми проститутками и социально-деградировавшими женщинами (алкоголичками, бездомными) в барах и трактирах в окрестностях гамбургского Репербана.

### Убийства
К 1970 году Ф. Хонка работал ночным сторожем при филиале «Shell». В декабре этого года он совершил первое установленное убийство: в своей квартире Хонка задушил 42-летнюю парикмахершу Гертрауд Бройер, злоупотреблявшую спиртным и подрабатывавшую также проституткой-любительницей, так как она отказалась вступить с ним в интимную связь. Затем Хонка распилил тело, разложил его в пакеты и спрятал их в различных местах гамбургского района Альтона. Хотя останки Бройер были вскоре обнаружены полицией и идентифицированы, следствие тогда найти преступника не смогло.
В августе 1972 года Хонка был арестован полицией за совершенную в состоянии опьянения попытку изнасилования своей знакомой Рут Дюфнер, однако отделался лишь выплатой штрафа в размере 4500 марок.
Второе убийство Хонка совершил в августе 1974 года. Его жертвой стала 54-летняя проститутка Анна Бойшель, которую он также задушил, поскольку при половом акте она показалась ему малоинтересной.
В декабре 1974 года он задушил 57-летнюю Фриду Роблик и в январе 1975 — 52-летнюю Рут Шульт. В последних трёх случаях убийца не пытался избавиться от трупов. Он расчленил их и спрятал по различным «укрытиям» в своём жилье. Исчезновение этих трёх женщин прошло незамеченным, в связи с этим никто в полицию не обращался. Жалобы же соседей Хонки на сильный запах разложения в доме были оставлены без внимания.
Убийства, совершённые Хонкой, были раскрыты благодаря случайности: 17 июля 1975 года, в доме 74 на Цейссштрассе, где он жил, произошёл сильный пожар (самого Хонки в это время дома не было). Во время тушения пожарным были обнаружены части человеческих тел, после чего квартиру преступника обыскала полиция. В результате были обнаружены полуразложившиеся останки трёх женщин, позднее идентифицированные. Хонка был арестован тем же вечером и 29 июля признался в совершённых преступлениях.
Также была доказана и его вина в убийстве Гертрауд Бройер. С большинством своих жертв преступник знакомился в баре «У золотой перчатки» (Zum Goldenen Handschuh), известном заведении близ Репербана. В течение длительного времени после раскрытия этих преступлений бар был известен среди местных жителей как забегаловка Хонки (Honka-Stuben).
Суд признал, что Хонка страдает психическим расстройством, ограничивающим его ответственность в совершённых преступлениях. Смерть Анны Бойшель была признана убийством, остальные же его преступления квалифицировались как «нанесение увечий, приведших к смерти». Убийца был приговорён 20 декабря 1976 года к 15 годам заключения с последующим помещением в психиатрическую клинику на неопределенный срок.

### Последние годы
В 1993 году Ф.Хонка был выпущен из психиатрической лечебницы и под псевдонимом Петер Йенсен провёл конец своей жизни в доме престарелых в Шарбойце. Кто жил на его старом месте жительства, не было известно. Находясь в доме престарелых, Хонка часто жаловался персоналу на запахи разлагающихся тел в своей комнате и постоянно преследовался кошмарами — как во сне, так и в бодрствующем состоянии. Скончался в гамбургской больнице Оксенцоль от острой сердечной недостаточности в возрасте 63 лет — 19 октября 1998 года.

## В культуре
В 1975 году немецкий музыкант и режиссёр Карло Блуменберг, под псевдонимом Гарри Хоррор, выпускает песню под названием «Я охотно распиливаю женщин» («Gern hab ich die Frauen gesägt»), в котором речь идёт о преступлениях Ф. Хонки. Это его сочинение в 1975 году превратилось в своего рода клубный хит.
В 2019 году режиссёр Фатих Акин выпустил фильм «Золотая перчатка» о Фрице Хонке, экранизировав одноимённый роман Хайнца Штрунка.
В 2020 году немецкая индастриал-метал группа Ost+Front выпустила песню о Хонке «Honka Honka».